# 간토 단편

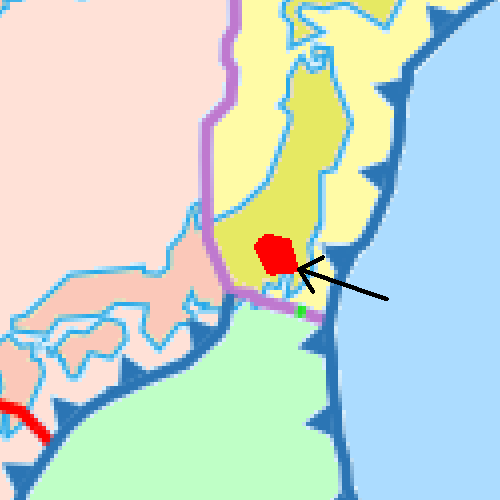
일본의 간토 단편으로 추정되는 지역을 빨강색으로 그린 지도.
태평양판
북아메리카판
필리핀해판
유라시아판

간토 단편(일본어: 関東フラグメント かんとうフラグメント[*], Kanto fragment)은 태평양판의 단편이 일본 간토 지방 지하에 존재한다는 가설에 근거한 판 구조를 말한다.
간토 지방 부근은 유라시아판(또는 아무르판) 아래에 서북서 방향으로 향하는 필리핀해판이 침강하고 있으며 여기에 서북쪽으로 향하는 태평양판도 같이 침강하고 있다. 간토 단편 가설에 따르면 현재로부터 대략 200-300만년 전 태평양판의 해령이 판 아래로 들어가 섭입될 때 판 사이 마찰력이 갑자기 늘어나 태평양판 일부가 조각으로 깨지면서 판 단편이 생겼다고 주장한다. 이 단편은 간토 지방 도치기현 남부에서 가나가와현 북부 사이 지역에 깊이 30-100km 부근에서 두께 25km, 100km 길이로 존재한다고 추정한다. 단편이 생기면서 태평양판은 이 단편 아래로 섭입되어 침강되고 있으며 간토 지하는 총 4개 판 구조가 존재한다는 것이 가설이다.
간토 단편 가설에 따라 판 경계가 많고 구조가 복잡하기 때문에 간토 지방의 직하지진이 많다고 주장한다. 또한 이 판 단편은 육지 바로 아래 있지만 아랫쪽에 판 경계가 있기 때문에 비교적 규모가 큰 판 경계간 지진(해구형지진의 일종)이 직하지진처럼 일어난다고 설명한다. 이 설에서는 1855년 일어난 안세이 에도 지진도 간토 단편에서 일어난 판 경계형 지진이라고 주장한다. 향후 일어날 것으로 추정되는 미나미칸토 직하지진도 이러한 사실상의 판 경계형 지진이 올 수도 있다는 가설도 나오고 있다.

## 같이 보기
- 사가미 해곡
- 미나미칸토 직하지진

## 참고 문헌
- 遠田晋次 (2005). “関東の地震テクトニクス再考：新しいプレート構造の提案” (PDF). 《地球惑星科学関連学会2005年合同大会予稿集》 (地球惑星科学合同大会運営機構).